# Un cadavre au dessert
« Murder by Death » redirige ici. Pour le groupe américain, voir Murder by Death (groupe).
Pour plus de détails, voir Fiche technique et Distribution.
Un cadavre au dessert (Murder by Death) est un film américain réalisé par Robert Moore, sorti en 1976.

## Synopsis
Cinq détectives très renommés sont invités à diner par Lionel Twain, un millionnaire. Au cours du repas, il annonce qu'une des personnes attablées sera assassinée à minuit, et que la personne qui résoudra le meurtre gagnera un million de dollars.
Les convives décident de tous rester ensemble dans la salle à manger jusqu'à minuit. La cuisinière, sourde et muette, vient les avertir de la mort de quelqu'un. Trois détectives se rendent alors à la cuisine, où ils trouvent le majordome mort. Ils rejoignent les autres. Des coups de feu se font entendre, deux autres détectives vont enquêter et concluent à une diversion.
À minuit, les convives sont tous présents et se tiennent la main, ainsi le meurtre de l'un d'eux ne se fera pas sans témoin. Les douze coups sonnés, quelqu'un frappe à la porte. Derrière, se trouve Lionel Twain, mort avec un couteau planté dans le dos. Ils se rendent au salon pour réfléchir. Il apparait alors que chaque invité connaissait Lionel au préalable, et que chacun a un mobile pour le tuer. Ils vont se coucher.
Au cours de la nuit, chacun échappe à une tentative de meurtre. Ils arrivent tour à tour dans une pièce où le majordome raye les noms des détectives inscrits sur une feuille. Chacun réclame l'argent et explique le meurtre d'une manière différente. Finalement, le majordome détache son visage qui s'avère être un masque : les traits de Lionel Twain apparaissent. Son désir était de ridiculiser les détectives pour venger les lecteurs des aventures les mettant en scène, dans lesquelles il est impossible de découvrir le meurtrier. Soit parce qu'un nouveau personnage apparait à la fin, soit parce qu'une information n'est pas divulguée.
Une fois les invités partis sans qu'aucun n'ait remporté le prix, Lionel Twain enlève son masque et les traits de la cuisinière apparaissent.

## Fiche technique
- Titre original : Murder by Death
- Titre français: Un cadavre au dessert
- Réalisation : Robert Moore
- Scénario : Neil Simon
- Direction artistique : Stephen B. Grimes, Harry Kemm
- Décors : Marvin March (en)
- Costumes : Ann Roth
- Photographie : David M. Walsh
- Montage : John F. Burnett
- Supervision du montage : Margaret Booth
- Musique : Dave Grusin
- Production : Ray Stark
- Production associée : Roger M. Rothstein
- Sociétés de production : Columbia Pictures et Rastar Pictures
- Société de distribution : Columbia Pictures
- Pays de production :  États-Unis
- Format : couleurs (Metrocolor) — 35 mm — 1,85:1 — son mono
- Genre : comédie policière, whodunit
- Durée : 94 minutes
- Dates de sortie : 
  - États-Unis : 23 juin 1976
  - France : 10 novembre 1976

## Distribution
- Eileen Brennan (VF : Annie Sinigalia) : Tess Skeffington
- Truman Capote (VF : Roger Carel) : Lionel Twain
- James Coco (VF : Philippe Dumat) : l'inspecteur Milo Perrier
- Peter Falk (VF : Serge Sauvion) : Sam Diamond
- Alec Guinness (VF : René Bériard) : Jamesieur Bensondame, le majordome
- Elsa Lanchester (VF : Paule Emanuele) : Jessica Marbles
- David Niven (VF : Bernard Dhéran) : Dick Charleston
- Peter Sellers (VF : Michel Roux) : l'inspecteur Sidney Wang en Yellowface
- Maggie Smith (VF : Michèle Montel) : Dora Charleston
- Nancy Walker : Yetta, la cuisinière
- Estelle Winwood (VF : Jeanine Freson) : Mademoiselle Withers
- James Cromwell (VF : Bernard Musson) : Marcel Cassette
- Richard Narita (VF : François Leccia) : Willie Wang

## Distinctions
- Golden Globes 1977 : nomination de Truman Capote pour le Golden Globe de la révélation masculine de l'année
- Writers Guild of America Awards 1977 : nomination de Neil Simon pour le prix du meilleur scénario original de comédie.

## Autour du film
- Charles Addams, le créateur de La Famille Addams, a dessiné les caricatures présentées dans le générique de début et de fin ainsi que sur l'affiche du film[1].
- Le film est suivi en 1978 par Le Privé de ces dames, toujours réalisé par Robert Moore.
- Un cadavre au dessert marque les débuts au cinéma de l'acteur James Cromwell
- Le rôle de Twain, tenu par Truman Capote, fut tout d'abord proposé à Orson Welles, mais ce dernier, qui jouait une pièce en Italie, dut refuser le rôle.
- Les personnages font référence à d'illustres détectives :
  - Sidney Wang est une parodie de Charlie Chan, le détective d'origine chinoise d'Earl Derr Biggers
  - Dick et Dora Charleston correspondent à Nick et Nora Charles, les détectives amateurs de Dashiell Hammett dans le roman L'Introuvable, même leur chien est une allusion à Asta, le chien des Charles
  - Milo Perrier est une parodie du Hercule Poirot d'Agatha Christie, jusqu'à sa manie de revendiquer sa nationalité belge
  - Sam Diamond est une parodie de Sam Spade, un autre héros de Dashiell Hammett mais aussi du lieutenant Columbo.
  - Jessica Marbles est une parodie de Miss Marple, la célèbre détective amateur d'Agatha Christie.

## Scènes coupées
Une scène supplémentaire fut tournée montrant Sherlock Holmes (Keith McConnell) et le docteur Watson (Richard Peel) arrivant alors que les autres invités partent à la fin. L'auteur Ron Haydock précise qu'une ébauche antérieure du script de Neil Simon montrait Holmes et Watson résolvant le mystère, mais leurs rôles furent réduits à une brève apparition et finalement complètement supprimés, les acteurs principaux se sentant rabaissés par cette fin.